# División de Honor femenina de rugby 2021-22
La División de Honor femenina de rugby 2021-22, conocida por motivos de patrocinio como Liga Iberdrola de Rugby, es la décima primera temporada de la máxima categoría del rugby femenino en España.

## Equipos participantes
| Equipo                      | Ciudad                              |
| --------------------------- | ----------------------------------- |
| CR Majadahonda              | Majadahonda (Madrid)                |
| Corteva Cocos Rugby         | Sevilla                             |
| Olímpico de Pozuelo R. C.   | Pozuelo de Alarcón (Madrid)         |
| CR Complutense Cisneros     | Madrid                              |
| AVIA Eibar Rugby Taldea     | Éibar                               |
| CRAT Universidade da Coruña | La Coruña                           |
| CR Sant Cugat               | Barcelona                           |
| XV Sanse Scrum              | San Sebastián de los Reyes (Madrid) |